# Neospintharus concisus
Neospintharus concisus är en spindelart som först beskrevs av Harriet Exline och Levi 1962.  Neospintharus concisus ingår i släktet Neospintharus och familjen klotspindlar. Inga underarter finns listade i Catalogue of Life.